# ربيع إغبارية
ربيع إغبارية هو محامٍ فلسطيني في مجال حقوق الإنسان وباحث قانوني. يكمل حاليًا دراسته للحصول على درجة الدكتوراه في القانون في كلية الحقوق بجامعة هارفارد، حيث يركز على الجوانب الاجتماعية والقانونية للصراع الإسرائيلي الفلسطيني. حظي عمل إغبارية باهتمام دولي بسبب اقتراحه الاعتراف بالنكبة كمفهوم قانوني ضمن الأطر القانونية الدولية، على غرار الطريقة التي يتم بها التعامل مع مصطلحات مثل الفصل العنصري والإبادة الجماعية. أثارت منحته الدراسية جدلاً أكاديميًا وعامًا، مع الجدل المحيط بالرقابة على كتاباته من قبل مجلة هارفارد للقانون ومجلة كولومبيا للقانون.

## حياته العلمية
حصل ربيع اغبارية على درجة البكالوريوس في العلوم من جامعة حيفا في عام 2012. كما حصل على درجة البكالوريوس في القانون في عام 2015 من جامعة تل أبيب. نال درجة الماجستير بالحقوق من جامعة هارفارد عام 2020 تحت إشراف علماء مثل نوح فيلدمان ورشيد الخالدي، وحصل على جائزة إيرفينج أوبرمان التذكارية في التاريخ القانوني.
وصفه فيلدمان بأنه "أحد أكثر الطلاب تألقًا الذين قمت بتدريسهم في عشرين عامًا بصفتي أستاذًا للقانون" بينما أشاد الخالدي بأبحاثه لتوفيرها "تحليلًا أصليًا تمامًا وذكيًا للغاية".

## حياته المهنية
بدأ إغبارية مسيرته القانونية كمحامي عام استئنافي قبل الانضمام إلى مركز عدالة القانوني، حيث دافع عن قضايا تتعلق بالحقوق الفلسطينية. كما شمل عمله تحدي وحدة الأمن السيبراني الإسرائيلية، وهي الذراع السرية للحكومة الإسرائيلية التي تتعاون مع شركات التكنولوجيا لإزالة المحتوى عبر الإنترنت، وغالبًا ما تستهدف المنشورات الفلسطينية على وسائل التواصل الاجتماعي.
في عام 2022، جادل إغبارية أمام المحكمة العليا الإسرائيلية بأن قانون لم شمل الأسرة الإسرائيلي "يخلق مسارين قانونيين منفصلين، على أساس الهوية العرقية القومية، أحدهما مخصص بشكل أساسي للمواطنين اليهود الإسرائيليين والآخر للمواطنين الفلسطينيين والمقيمين في اسرائيل الذين يرغبون في العيش مع أزواجهم الذين يعيشون في الضفة الغربية المحتلة،" مضيفًا أن حظر إسرائيل على لم شمل الأسرة الفلسطينية لم يكن ليُمر في جنوب إفريقيا في عهد الفصل العنصري. في أكتوبر 2023 خلال الحرب الفلسطينية الإسرائيلية، أدت الغارات الجوية الإسرائيلية إلى مقتل 12 فردًا من عائلة نباهين في غزة الذين كان يمثلهم إغبارية.
بالتعاون مع الفنانة جمانة مناع، شارك ربيع إغبارية في كتابة سيناريو فيلم Foragers لعام 2022، والذي يستكشف تجريم إسرائيل لجمع الأعشاب البرية مثل الزعتر والعُكوب. استقى الفيلم فكرته من عمله الذي تحدى استخدام إسرائيل لقوانين حماية الطبيعة كأداة للسيطرة على الأراضي والموارد الفلسطينية. نال الفيلم استحسانًا كبيرًا.

## مقالات النكبة والرقابة
يدافع إغبارية عن النكبة كمفهوم قانوني، والذي يضع النكبة ليس فقط كحدث تاريخي ولكن كعملية قانونية مستمرة من النزوح والتفتيت والحرمان من تقرير المصير. وذكر في أطروحته أن النكبة المستمرة يجب تصنيفها على نحو مماثل للجرائم الأخرى المعترف بها دولياً ضد الإنسانية مثل الفصل العنصري أو الإبادة الجماعية.

### مقالة في مجلة هارفارد للقانون
أصبح مفهوم النكبة محور الجدل لأول مرة في نوفمبر 2023 عندما كتب إغبارية في مقالته "النكبة المستمرة: نحو إطار قانوني لفلسطين"، وقامت مجلة هارفارد للقانون بتحريرها والتحقق من صحتها، لكنها تراجعت بعد تدخل من رئيسة مجلة هارفارد للقانون، أبسارا آير. كتبت رئيسة قسم الشؤون القانونية في المجلة، تاشا شريعي بارسا، إلى إغبارية أن قرار إلغاء المقال "لم يتضمن أي جوانب جوهرية أو تقنية لقطعتك" بل "كان يدور حول المخاوف بشأن المحررين الذين قد يعارضون المقالة أو ينزعجون منها". تم عقد اجتماع طارئ لأكثر من 100 محرر لمجلة هارفارد للقانون وتم إجراء تصويت مجهول، حيث صوت 63% من المحررين ضد النشر. قامت المجلة بإصدار بيانًا عامًا أكدت فيه على ما يلي: 
كما هو الحال في أي مجلة أكاديمية، تتبع مجلة هارفارد للقانون إجراءات تحريرية صارمة تُنظّم كيفية طلب المقالات وتقييمها وتحديد موعد نشرها. من السمات الجوهرية لهذه الإجراءات الداخلية سرية آراء ومداولات محررينا الـ 104. في الأسبوع الماضي، اجتمعت الهيئة بكامل هيئتها وتداولت بشأن نشر مقالة مدونة معينة طلبها محرران، وصوّتت أغلبية كبيرة على عدم المضي قدمًا في النشر.
أصدر أكثر من 25 محررًا بيانًا مخالفًا أشاروا فيه إلى أن:
طُلب نشر المقال في الأصل على مدونة مجلة هارفارد للقانون. قبل أيام من نشره النهائي، وفي وقتٍ كانت المجلة تواجه فيه حملة ترهيب ومضايقات عامة، تدخلت إدارة المجلة لوقف النشر. صوّتت هيئة المحررين، وهم ليسوا فلسطينيين لصالح هذا القرار. لا علم لنا بأي مقال آخر طُلب نشره من قبل المجلة بهذه الطريقة. هذا القرار غير المسبوق يهدد الحرية الأكاديمية ويُكرّس قمع الأصوات الفلسطينية. نحن نعارض ذلك. 
في أحد ردوده على محرري مجلة هارفارد للقانون، كتب إغبارية: "هذا تمييز. دعونا لا نلتف حول هذا الأمر فهذا أيضًا رقابة صريحة. إنه أمر خطير ومثير للقلق." وقع أكثر من 100 أستاذ قانون، بما في ذلك علماء القانون دنكان كينيدي، وويليام شاباس، وماكاو موتوا، على رسالة مفتوحة تصف الرقابة بأنها "استبدادية" وتعرب عن القلق بشأن تأثيرها على الحرية الأكاديمية. كما أشاد ريان دورفلر، أستاذ كلية الحقوق بجامعة هارفارد، بالمقال ووصفه بأنه "قطعة قوية من المنح الدراسية القانونية"، ووصفت أصلي بالي، أستاذة كلية الحقوق بجامعة ييل، المقال بأنه "قطعة ممتازة من المنح الدراسية القانونية". نشر أحد محرري مجلة هارفارد للقانون مقال رأي ينتقد قرار إلغاء مقال إغبارية باعتباره "استسلامًا لاستثناء فلسطين من حرية التعبير".

### مقالة في مجلة كولومبيا للقانون
بعد قرار مجلة هارفارد للقانون بعدم نشر مقال إغبارية، كلفت مجلة كولومبيا للقانون إغبارية بكتابة نسخة موسعة لنشرها مع المجلة. في يونيو 2024، نُشر مقال، يتجاوز مائة صفحة بعنوان "نحو النكبة كمفهوم قانوني"، على موقع مركز الدراسات القانونية. بعد نشر المقال، أغلق مجلس إدارة مجلة كولومبيا للقانون موقع المجلة على الإنترنت لمنع الوصول إلى مقال إغبارية، مشيرًا إلى "الانحراف عن العمليات المعتادة للمجلة". أثار تعليق الموقع الإلكتروني جدلاً آخر، مما دفع العديد من أساتذة جامعة كولومبيا إلى انتقاد القرار علناً. كتب المحررون في كل من مجلة هارفارد للقانون ومجلة كولومبيا للقانون أن "الاتفاقيات الإجرائية المهمة التي تحمي الحرية الأكاديمية قد تم انتهاكها لإسكات إغبارية في كلتا الحالتين". تم استعادة المقالة في النهاية بعد إضراب محرري مجلة كولومبيا للقانون. أصبح إغبارية أول فلسطيني ينشر في مجلة كولومبيا للقانون. ردًا على قرار تعليق الموقع، ذكر إغبارية أنه يرى القرار "نموذجًا مصغرًا لقمع استبدادي أوسع نطاقًا يجري في جميع أنحاء الحرم الجامعي في الولايات المتحدة" وأن "هناك استمرارية بين الواقع المادي في غزة وإغلاق هذه المناقشات".